# Tidani
Tidani ist ein Dorf in der Stadtgemeinde Filingué in Niger.

## Geographie
Das von einem traditionellen Ortsvorsteher (chef traditionnel) geleitete Dorf befindet sich rund 15 Kilometer nordöstlich des Stadtzentrums von Filingué, der Hauptstadt des gleichnamigen Departements Filingué, das zur Region Tillabéri gehört. Zu den Siedlungen in der näheren Umgebung von Tidani zählen Kahougué im Norden, Fakaye im Süden, Banguir im Südwesten und Toukounous im Westen.
Es herrscht das Klima der Sahelzone vor, mit einer durchschnittlichen jährlichen Niederschlagsmenge zwischen 300 und 400 mm.

## Geschichte
Das Dorf Tidani wurde 1927 gegründet. Die US-amerikanische Botschafterin Bernadette Allen weihte 2007 einen neuen, 46 Meter tiefen Dorfbrunnen aus Zement ein, der großteils von den Vereinigten Staaten finanziert worden war.

## Bevölkerung
Bei der Volkszählung 2012 hatte Tidani 1869 Einwohner, die in 238 Haushalten lebten. Bei der Volkszählung 2001 betrug die Einwohnerzahl 1576 in 209 Haushalten und bei der Volkszählung 1988 belief sich die Einwohnerzahl auf 881 in 126 Haushalten.
In Tidani wird die Sprache Hausa gesprochen.

## Wirtschaft und Infrastruktur
Tidani liegt an der nördlichen Niederschlagsgrenze, bis zu der noch ein Anbau von Hirse möglich ist. Dürreperioden führen oft zu einer unzureichenden Verfügbarkeit von Nahrungsmitteln. Der CEG Tidani ist eine allgemein bildende Schule der Sekundarstufe des Typs Collège d’Enseignement Général (CEG). Außerdem sind eine Grundschule und eine Medersa vorhanden.